# Stenamma
Stenamma és un gènere de formigues de la subfamília dels mirmicins (Myrmicinae). Té una distribució paleàrtica, neàrtica i neotropical, incloent-hi la península Ibèrica.

## Espècies
El gènere Stenamma inclou 84 espècies; a la península Ibèrica hi viuen les 4 següents:
- Stenamma debile (Förster, 1850)
- Stenamma petiolatum Emery, 1897
- Stenamma sardoum Emery, 1915
- Stenamma striatulum Emery, 1894